# 1-octeen
1-octeen is een organische verbinding met als brutoformule C8H16. Het is een zeer licht ontvlambare kleurloze vloeistof met een kenmerkende geur, die quasi-onoplosbaar is in water. 1-octeen is het meest voorkomende en meest gebruikte isomeren van octeen, een alkeen.

## Synthese
1-octeen kan op 2 manieren worden bereid:
- op grote schaal door een oligomerisatie van ethyleen, aan de hand van een Fischer-Tropsch-synthese
- op kleine schaal door een dehydratatie van 1-octanol

Voor de jaren '70 werd de stof ook gesynthetiseerd door het kraken van was.

## Toepassingen
1-octeen is een zeer belangrijk reagens in de organische chemie. Het speelt een belangrijke rol bij de synthese van polyethyleen, waarbij het als comonomeer dient. Een andere belangrijke toepassing is het gebruik bij de productie van lineaire aldehyden aan de hand van een hydroformylering.

## Toxicologie en veiligheid
1-octeen kan waarschijnlijk ontplofbare peroxiden vormen. De stof reageert met sterk oxiderende stoffen en tast rubber, verf, vernis en coatings aan.
De stof is irriterend voor de ogen en de huid. Bij inslikking van de vloeistof kan longoedeem ontstaan.